# Powiat Fonyód
Powiat Fonyód (węg. Fonyódi járás) – jeden z jedenastu powiatów komitatu Somogy na Węgrzech. Jego powierzchnia wynosi 372,84 km². W 2007 liczył 23 785 mieszkańców (gęstość zaludnienia 64 os./1 km²). Siedzibą władz jest miasto Fonyód.

## Miejscowości powiatu Fonyód
- Balatonboglár
- Balatonfenyves
- Balatonlelle
- Fonyód
- Gamás
- Karád
- Látrány
- Ordacsehi
- Somogybabod
- Somogytúr
- Visz